# Fashion Nugget
Albums de Cake
Motorcade of Generosity Prolonging the Magic
Fashion Nugget est le second album studio de Cake, un groupe de rock alternatif californien, sorti en 1996. Il contient le premier gros succès du groupe The Distance ainsi qu'une reprise du tube disco de Gloria Gaynor I Will Survive. Le disque fut certifié platine aux États-Unis.

## Liste des pistes
1. Frank Sinatra (McCrea) — 4:01
2. The Distance (Brown) — 3:00
3. Friend Is a Four Letter Word (McCrea) — 3:22
4. Open Book (McCrea) — 3:44
5. Daria (McCrea) — 3:44
6. Race Car Ya-Yas (Brown, Damiani, DiFiore) — 1:21
7. I Will Survive (Perren, Fekaris) — 5:10
8. Stickshifts and Safetybelts (McCrea) — 2:09
9. Perhaps, Perhaps, Perhaps (Davis, Farres) — 2:24
10. It's Coming Down (McCrea) — 3:44
11. Nugget (Brown, Damiani, DiFiore, McCrea, Roper) — 3:58
12. She'll Come Back to Me (McCrea) — 2:24
13. Italian Leather Sofa (McCrea) — 5:52
14. Sad Songs and Waltzes (Nelson) — 3:15

## Crédits
- John McCrea - chant, guitare
- Greg Brown - guitare
- Victor Damiani - basse
- Vincent Di Fiore - trompette, percussions
- Todd Roper - batterie